# دانویلا (مینه‌سوتا)
دانویلا (به انگلیسی: Dunvilla) یک منطقهٔ مسکونی در ایالات متحده آمریکا است که در مینه‌سوتا واقع شده‌است. دانویلا ۴۰۵٫۰۸ متر بالاتر از سطح دریا واقع شده‌است.